# لباس بمب

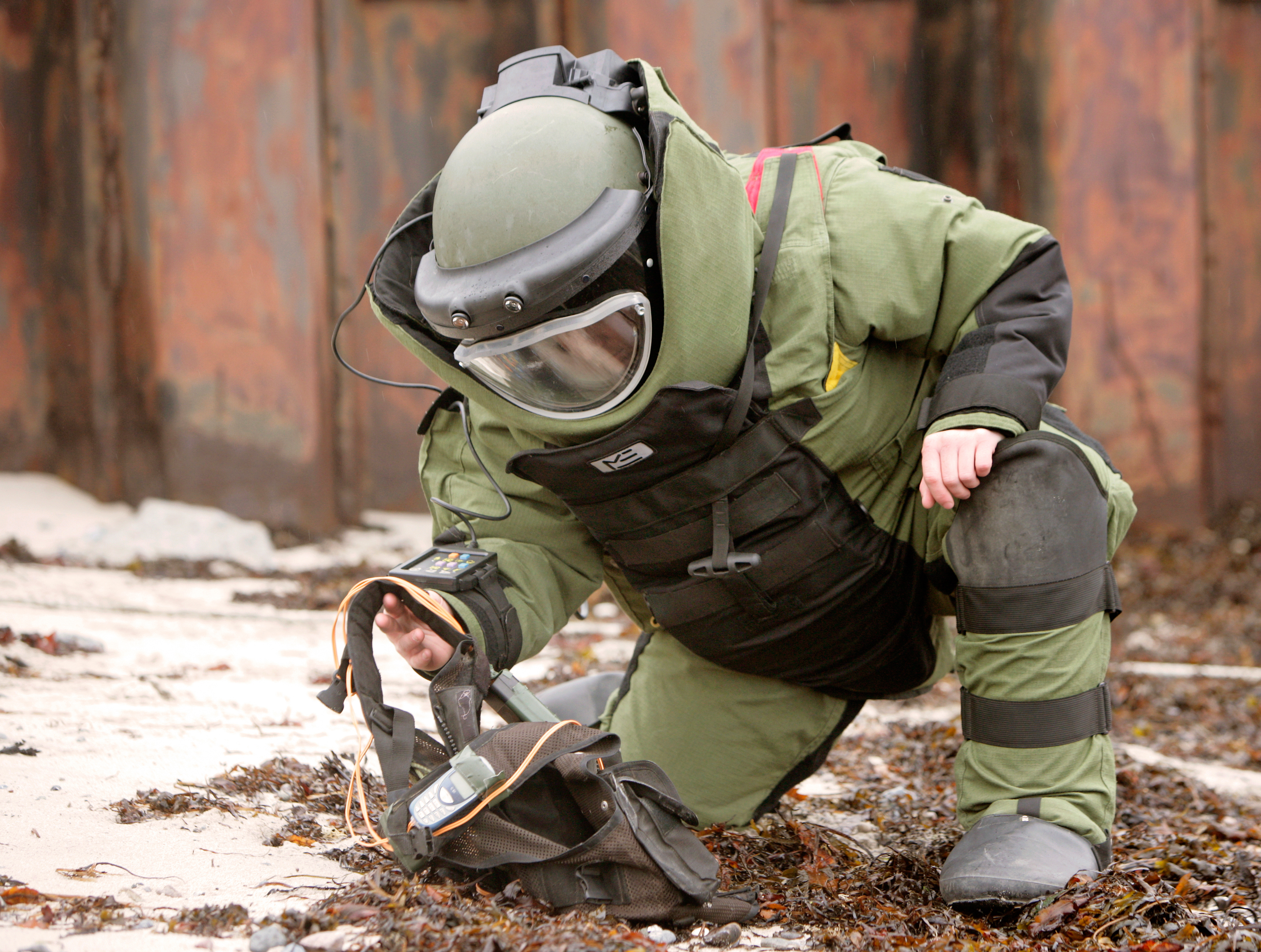
یک تکنسین ئی‌اودی با لباس بمب

لباس بمب (به انگلیسی: bomb suit) یا لباس خنثی‌سازی مهمات انفجاری (ئی‌اودی) (به انگلیسی: Explosive Ordnance Disposal (EOD) suit) یا لباس انفجار (به انگلیسی: blast suit)، یک لباس زرهی سنگین است که برای مقاومت در برابر فشار ایجاد شده توسط بمب و هر قطعه ای که ممکن است بعد از انفجار بمب تولید شود، طراحی شده‌است. این لباس معمولاً توسط پرسنل آموزش دیده‌ای که سعی در خنثی‌سازی بمب دارند استفاده می‌شود. برخلاف زره‌های بدن بالستیک، که معمولاً روی محافظت از تنه و سر تمرکز می‌کنند، لباس بمب باید از تمام قسمت‌های بدن محافظت کند، زیرا خطرات ناشی از انفجار بمب کل بدن را تحت تأثیر قرار می‌دهد.
قسمت‌هایی از لباس بمب، برای حداکثر محافظت روی هم قرار می‌گیرند و لباس به روش‌های مختلف از بدن محافظت، و همچنین پرتابه‌های ناشی از یک وسیلهٔ منفجر شده را منحرف یا متوقف می‌کند. این لباس، فشار موج انفجاری که به فرد داخل لباس منتقل می‌شود را متوقف کرده یا تا حد زیادی کاهش می‌دهد. اکثر لباس‌های بمب، مانند لباس بمب پیشرفته، از لایه‌های کولار، فوم و پلاستیک برای انجام این عملکردها استفاده می‌کنند.
به منظور به حداکثر رساندن محافظت، لباس‌های بمب با یک جفت دستکش قابل تعویض و اتصالات محافظ مچ ارائه می‌شود. این کار، به دست‌های فردی که آن را پوشیده، تحرک و محافظت لازم برای کار می‌دهد و از آلودگی متقابل شواهد یافت شده (مانند اثر انگشت) جلوگیری می‌کند.
تکنسین‌های ئی‌اودی لباس‌های بمب را در طول مراحل شناسایی، ایمن‌سازی یا رویه‌های اختلال در تهدیدات احتمالی یا تأیید شده انفجاری می‌پوشند. در صورت منفجر شدن دستگاه انفجاری تهدید کننده، چنین لباس‌هایی باید در برابر تکه‌تکه شدن، فشار بیش از حد انفجار و اثرات حرارتی و درجه سوم محافظت کنند. در عین حال، این لباس می‌تواند به‌طور قابل توجهی مانع تحرک یا آگاهی موقعیتی فردی که در آن قرار دارد شود.
طوریکه در متن بالا ذکر گردیده ، لباس بمب جهت محافظت تمام بدن طراحی شده است و این لباس ( طراحی جدید ) از هفت قسمت ساخته شده .
۱.کلاه
۲.ژاکت 
۳.دستکش
۴.پشت بند
۵.بیضه بند
۶.ساق بند ( پاچه ها )
۷.پا پوش ( کفش ها )
جهت سهولت در کار تکنیسین ( خنثی کننده ) بمب امکاناتی هم در لباس وجود دارد :
۱.تهویه هوا ( سرد کن ، بخار شکن ) در کلاه
۲.چراغ جهت دید بهتر در شب
۳.میکروفن جهت صحبت کردن
۴.اسپیکر جهت پخش صدای تکنیسین
۵.برق اضطراری در زمان از کار افتادن باطری های اصلی‌ 

## مسائل مربوط به ارگونومی

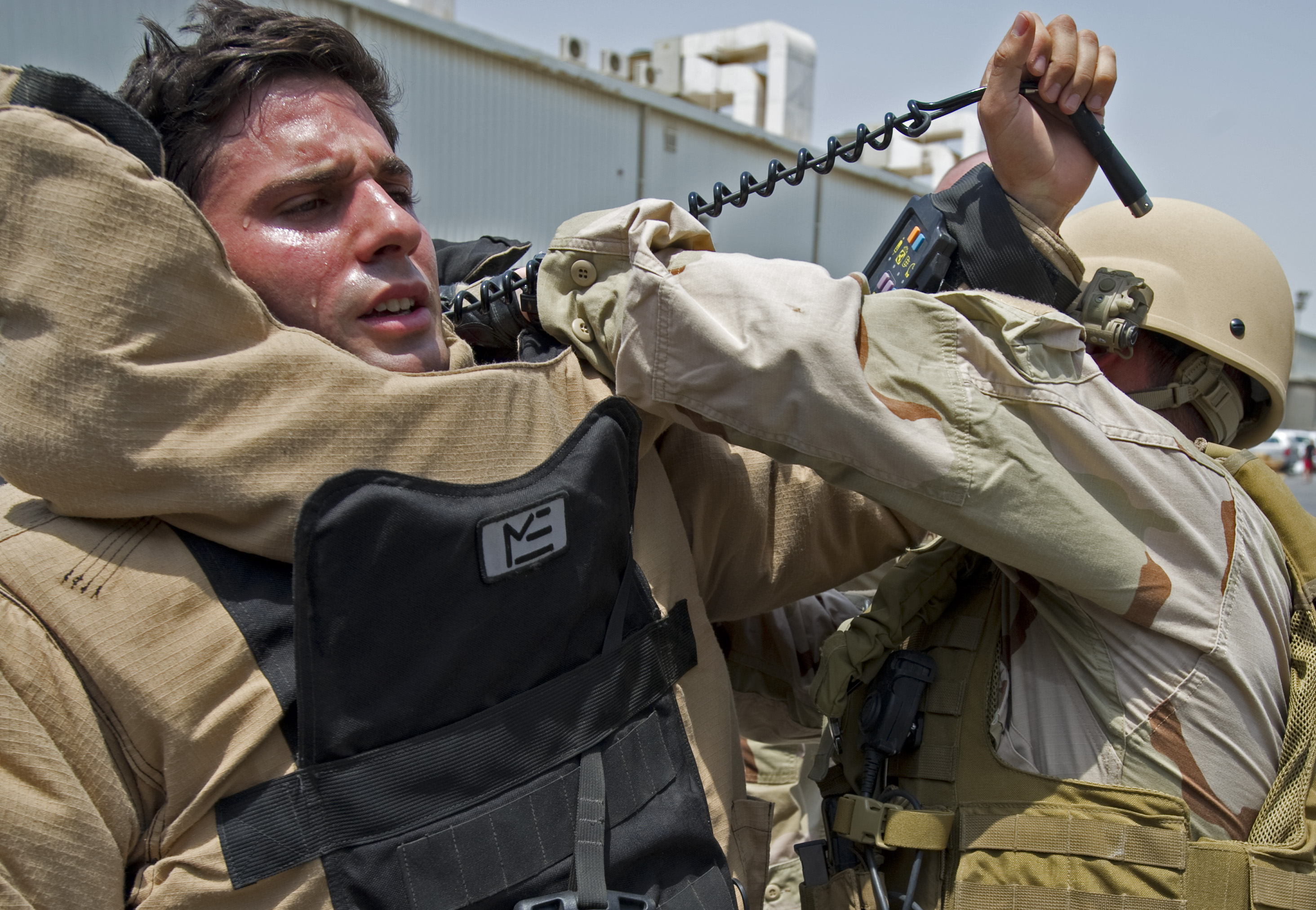
گرمازدگی هنگام پوشیدن لباس ئی‌اودی می‌تواند مشکل ساز باشد

برای متوقف کردن مؤثر موج انفجار، لایه‌های ضخیم کولار، فوم و پلاستیک برای جلوگیری از آسیب جدی بدن مورد نیاز است. از آنجایی که کل بدن نیاز به محافظت دارد، لباس بمب به دست آمده سنگین است (۸۰ پوند (۳۶ کیلوگرم) یا بیشتر) و گرما به حدی است که ریسک گرمازدگی جان فرد را به خطر می‌اندازد و حرکت را مختل می‌کند. به همین دلیل، اغلب یک نفر پس از شناسایی، لباس بمب را می‌پوشد تا برای خنثی سازی به وسیله انفجاری نزدیک شود. وزن لباس غالباً با میزان محافظتی که می‌تواند ایجاد کند، رابطه مستقیم دارد؛ بنابراین طیف وسیعی از لباس‌های بمب‌گذاری در دسترس هستند تا سازمان‌ها بتوانند در صورت امکان حفاظت مورد نیاز را بدون تحمل وزن غیرضروری لباس انتخاب کنند. یک لباس بمب مینیمال شامل یک ژاکت، پیش‌بند و کلاه ایمنی است که وزن آن کمتر از ۱۱ پوند (۵ کیلوگرم) می‌باشد. این موارد به عنوان موارد مناسب برای فعالیت‌های مین‌روبی ذکر شده‌اند اما برای فعالیت‌های مرتبط با ئی‌اودی مناسب نیستند.
مواد به کار رفته در یک لباس بمب، که آن لباس را واجد شرایط محافظت می‌کند، نمی‌تواند گرمای تولید شده توسط بدن را آزاد کند. نتیجه می‌تواند گرمازدگی باشد که منجر به بیماری، آشفتگی و کاهش توانایی فرد برای انجام وظیفه شود. جدیدترین مدل لباس‌های بمب شامل سیستم‌های خنک‌کننده با باتری برای جلوگیری از گرمازدگی است. یک مطالعه سازنده ادعا می‌کند که سیستم‌های خنک‌کننده داخلی در لباس‌های بمب ۳۹ پوند (۱۸ کیلوگرم) و ۸۱ پوند (۳۷ کیلوگرم) به کاربر کمک می‌کنند تا یک ساعت (حتی در یک محیط بسیار گرم) در دمای قابل کار باقی بماند.